# 요르단의 재외공관 목록

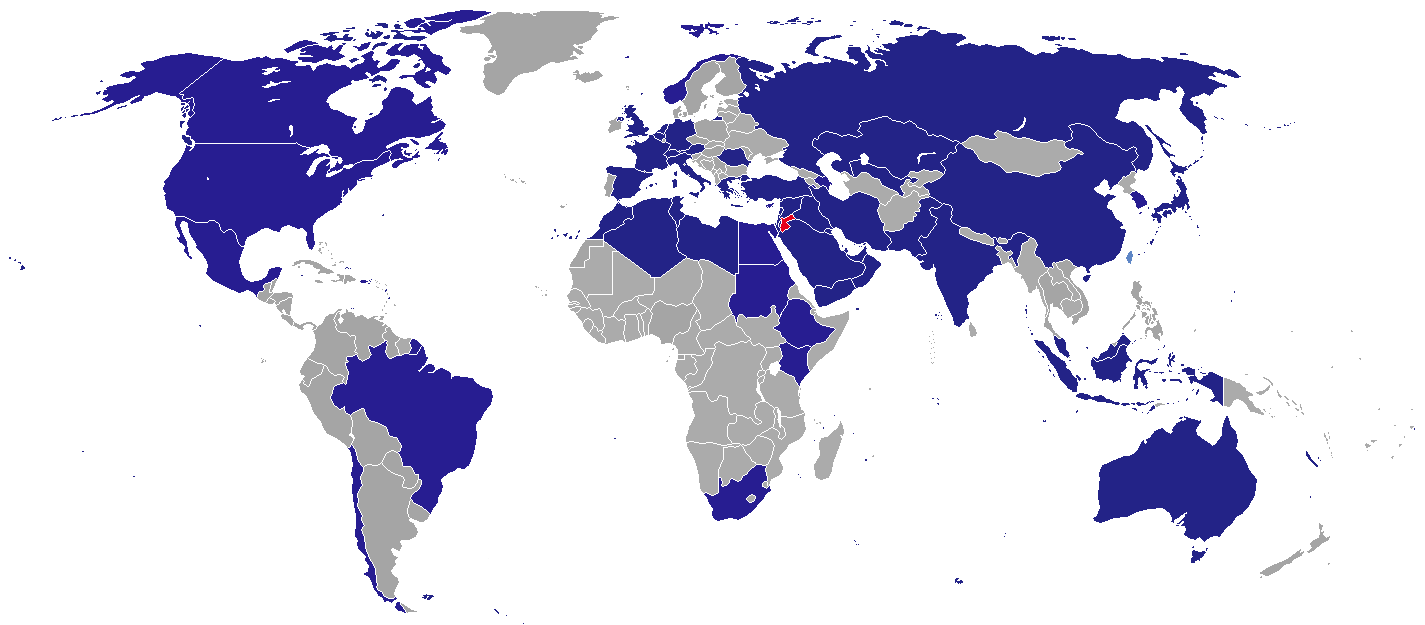
요르단의 재외공관

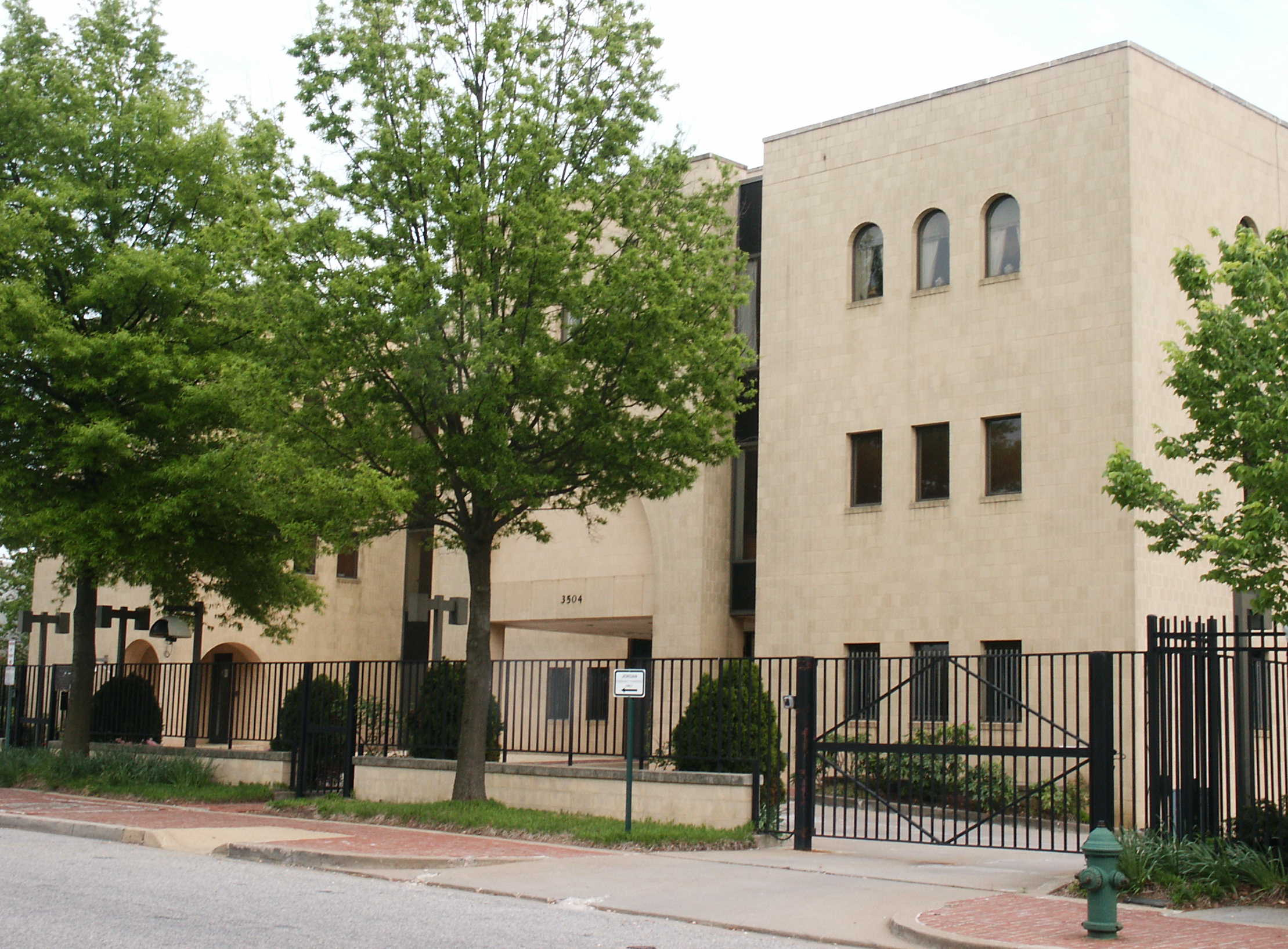
워싱턴 D.C. 주재 요르단 대사관

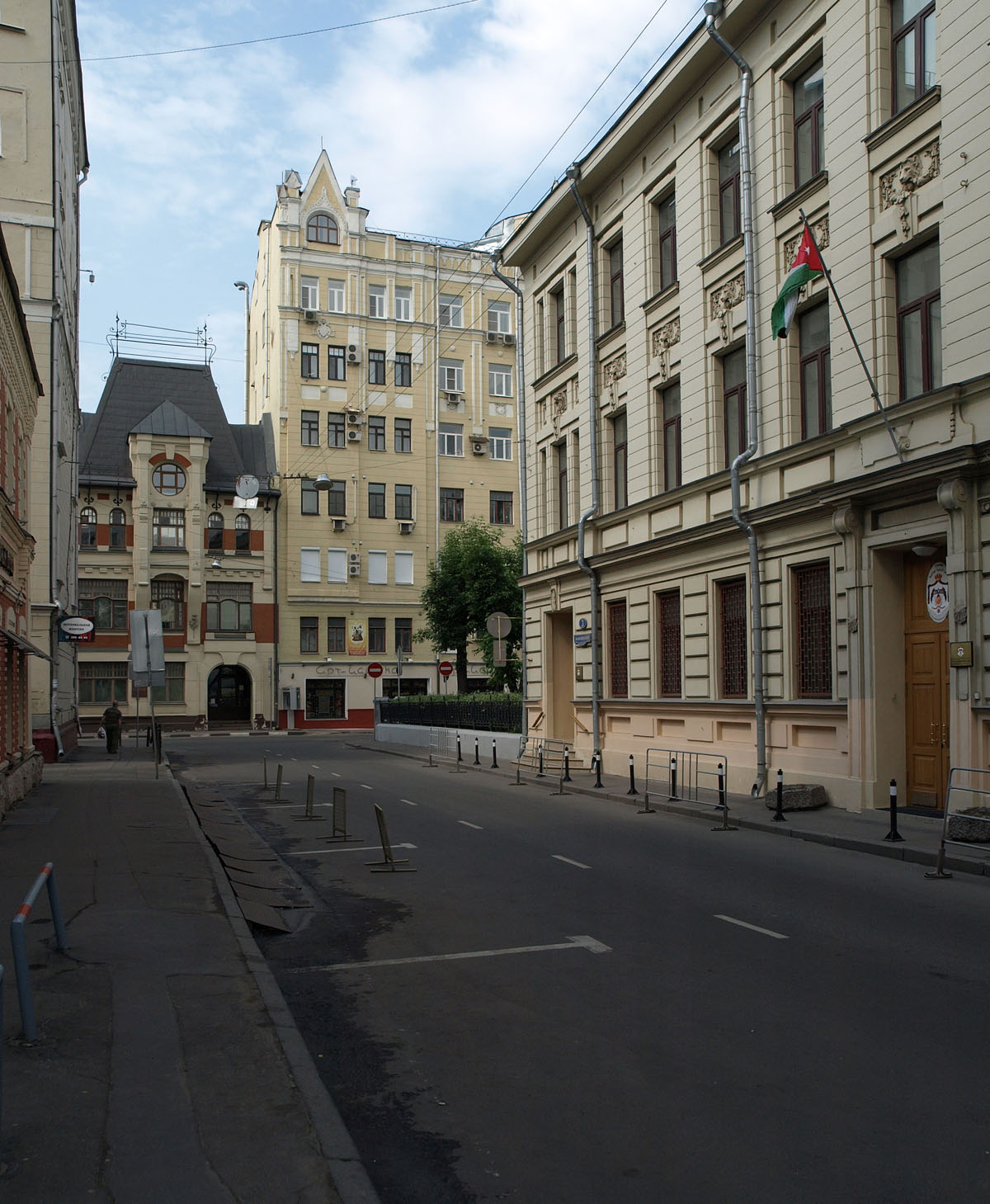
모스크바 주재 요르단 대사관

요르단의 재외공관 목록은 요르단 주재 대사관을 각국에 상주시켜 놓는 것을 의미하며 요르단의 재외공관을 나열한 목록이다.

## 아프리카
- 알제리 : 알제 (대사관)
- 이집트 : 카이로 (대사관)
- 리비아 : 트리폴리 (대사관)
- 모로코 : 라바트 (대사관)
- 남아프리카 공화국 : 프리토리아 (대사관)
- 수단 : 하르툼 (대사관)
- 튀니지 : 튀니스 (대사관)

## 아메리카
- 브라질 : 브라질리아 (대사관)
- 캐나다 : 오타와 (대사관)
- 칠레 : 산티아고 (대사관)
- 멕시코 : 멕시코시티 (대사관)
- 미국 : 워싱턴 D.C. (대사관)

## 아시아
- 바레인 : 마나마 (대사관)
- 중화인민공화국 : 베이징시 (대사관)
- 인도 : 뉴델리 (대사관)
- 인도네시아 : 자카르타 (대사관)
- 이란 : 테헤란 (대사관)
- 이라크 : 바그다드 (대사관)
- 이스라엘 : 텔아비브 (대사관)
- 일본 : 도쿄도 (대사관)
- 카자흐스탄 : 아스타나 (대사관)
- 대한민국 : 서울특별시 (대사관)
- 쿠웨이트 : 쿠웨이트시티 (대사관)
- 레바논 : 베이루트 (대사관)
- 말레이시아 : 쿠알라룸푸르 (대사관)
- 오만 : 무스카트 (대사관)
- 파키스탄 : 이슬라마바드 (대사관)
- 팔레스타인 : 라말라 (대사관), 가자 (대표부 사무소)
- 카타르 : 도하 (대사관)
- 사우디아라비아 : 리야드 (대사관), 지다 (영사관)
- 시리아 : 다마스쿠스 (대사관)
- 중화민국 : 타이베이시 (상업 사무소)
- 튀르키예 : 앙카라 (대사관)
- 아랍에미리트 : 아부다비 (대사관), 두바이 (영사관)
- 우즈베키스탄 : 타슈켄트 (대사관)
- 예멘 : 사나 (대사관)

## 유럽
- 오스트리아 : 빈 (대사관)
- 벨기에 : 브뤼셀 (대사관)
- 프랑스 : 파리 (대사관)
- 독일 : 베를린 (대사관)
- 그리스 : 아테네 (대사관)
- 이탈리아 : 로마 (대사관)
- 네덜란드 : 헤이그 (대사관)
- 루마니아 : 부쿠레슈티 (대사관)
- 러시아 : 모스크바 (대사관)
- 스페인 : 마드리드 (대사관)
- 스위스 : 베른 (대사관)
- 영국 : 런던 (대사관)

## 오세아니아
- 오스트레일리아 : 캔버라 (대사관)

## 대표부
- EU 요르단 정부 대표부 : 브뤼셀
- UN 요르단 정부 대표부 : 빈, 제네바, 뉴욕
- 아랍 연맹 요르단 정부 대표부 : 카이로

## 같이 보기
- 요르단 주재 외국공관 목록